# 三五郎亹
三五郎亹（さんぐるみー、五は吾、郎は良、亹は尾とも表記される）は、琉球の三山時代の14世紀末から15世紀初めにかけて、琉球王国から明の国子監に長期留学するとともに、対中国外交関係で活躍した人物である。南山王国、中山王国の国王の姪との記録などから、女性であったのではないかと言われている。

## 経歴
三五郎亹は1392年（洪武25年）11月に明の国子監に琉球官生として入学している。これが文献上の初出である。入学の経緯としては、南山王国国王の承察度が、姪の三五郎亹を留学生として国子監に入学させるため、明に派遣したとされている。国王の姪という記述から、三五郎亹は女性であったという説がある。
明が琉球の留学生を受け入れたのは、明王朝が新興国であった琉球を優遇する意図があった。新興国琉球を優遇することは、明にとって国内外に中国の正統王朝としての威信を確立するのにプラスであった。また、琉球としては中国の先進的な文化を学んだ人材を養成することによって、国の体制の強化、維持に繋がるというメリットがあった。
三五郎亹は1396年（洪武29年）2月にいったん帰省した。そして11月には国子監に戻っている。その後に明で起きた靖難の変時に、三五郎亹がどう対応したのかははっきりしないが、内乱の混乱を避けるためにいったん国子監を離れていたのではないかとも推定されている。そして靖難の変で勝利を収めた永楽帝が即位すると、1403年（永楽2年）、中山王国国王の察度が、従子の三吾良亹を永楽帝即位の慶賀使として派遣したとの記録がある。永楽帝は三五郎亹ら琉球からの慶賀使のために宴席を設けている。翌1404年（永楽3年）には、中山国王の察度が亡くなり、世子の武寧は姪である三吾良亹を明に派遣し、察度の死去と武寧の継承を告げ、武寧の冊封を願い出た。琉球国王で最初に冊封を受けたのは武寧であり、国王の初冊封の要請という外交の重要場面で三五郎亹は責任者として活躍した。この間も三五郎亹は国子監に在籍していた記録がある。名前から判断して、中山王の使節である三吾良亹と、国子監の留学生である三五郎亹は同一人物であると考えられ、三五郎亹は留学生であると同時に琉球の対中国外交の外交官としても活躍していたと考えられている。
またこの間、1398年（洪武31年）「女官生姑魯妹」が、中山王察度と世子の武寧から派遣されたとの記録があり、中国語の発音から考えて、「女官生姑魯妹」も、三五郎亹であったと考えられている。当時、建国間もない明と琉球王国との関係性は密接であり、国子監に長期留学するとともに、頻繁に明へ派遣される琉球使節のサポート役という外交官としての役目、そして朝貢、私的双方の貿易業務にも携わっていたと考えられる。三五郎亹の明への長期留学は、明側とのコネクションの構築、現地情勢の把握という観点から、大きな意味があったとみられている。
三五郎亹が対中国外交関係で活躍できた背景には、国王の親族という高い地位が役立った。実際、1396年の帰省時に洪武帝から下賜された品物は、他の人物よりも質量とも格段に充実しており、明側も国王の親族である三五郎亹を優遇していた。
1406年（永楽4年）、尚思紹が即位して第一尚氏王統が始まる。尚思紹の即位後も三五郎亹は1416年（永楽14年）まで、朝貢使など琉球から明への遣使として活動を続け、国子監の在籍も1411年（永楽9年）まで確認されている。1415年（永楽13年）には琉球国王尚思紹の使者が、明で略奪、殺人、傷害を行うという不祥事を起こすが、三五郎亹はこの不祥事を明側に謝罪する役割を担った。三五郎亹は1392年（洪武25年）からその活動が最後に確認できる1416年（永楽14年）まで、20年以上にわたって琉球の対中国外交のリーダーとして活躍した。この当時、琉球では国の中枢で女性が活躍していたことが記録されており、三五郎亹もそのような琉球王国黎明時に外交部門で活躍した女性であるとみられている。

## 異説
琉球王国黎明期の対中国外交で活躍した三五郎亹については、琉球史の研究家からかねてから注目を集めており、生田滋は三五郎亹が山南王の承察度の姪、中山王の察度の従子、そして中山王の武寧の姪であるとの記録から、承察度、察度、武寧の三者は兄弟であり、山南の王家と中山の王家は同一の王統であったと推察している。また和田久徳は山南王の姪三五郎亹と中山王の姪三吾良亹は表記が変えてあることから、別人であるとしている。